# Oreobolus venezuelensis
Oreobolus venezuelensis är en halvgräsart som beskrevs av Julian Alfred Steyermark. Oreobolus venezuelensis ingår i släktet Oreobolus och familjen halvgräs. Inga underarter finns listade i Catalogue of Life.